# Targhe d'immatricolazione di Malta

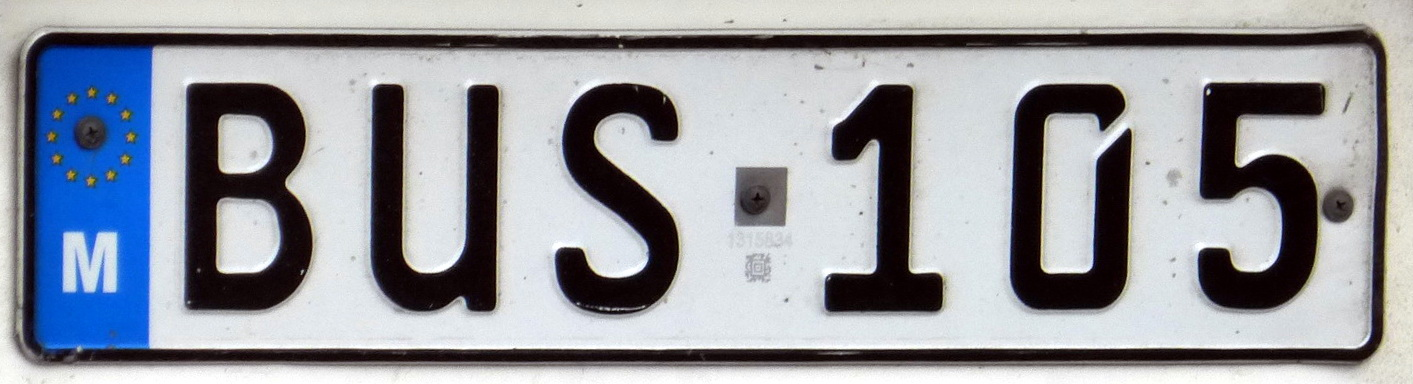
Esempio di formato per autobus emesso dal 3 luglio 2015

Le targhe d'immatricolazione di Malta sono le targhe utilizzate per identificare i veicoli immatricolati nel paese mediterraneo.

## Sistema in uso

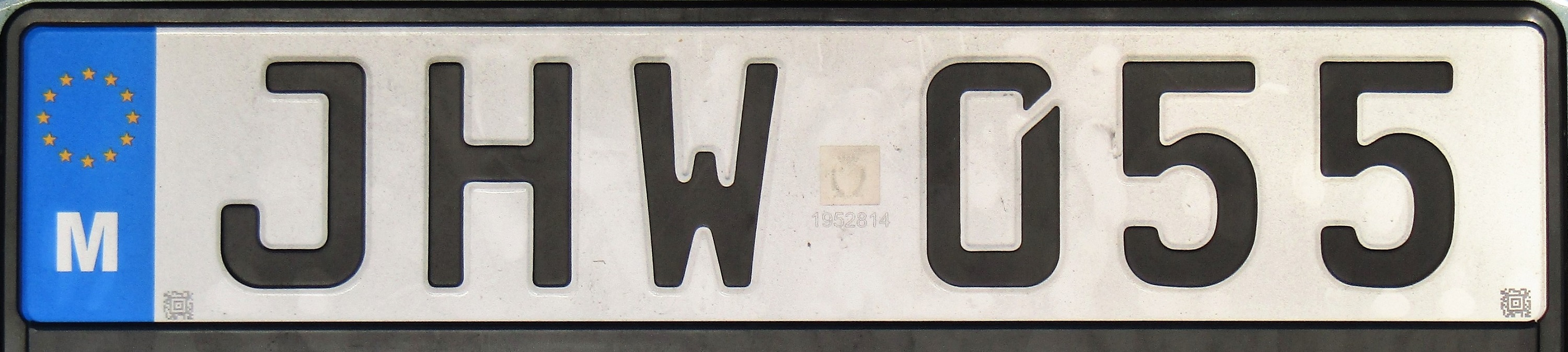
Targa standard

Dal 5 novembre 1995 viene utilizzato un sistema alfanumerico composto da tre lettere dell'alfabeto latino seguite da tre cifre (del tipo ABC 012); questi caratteri sono neri su fondo bianco, il font usato è il FE-Schrift. Tra lettere e cifre è incollato al centro un ologramma quadrato, con lo stemma nazionale che sormonta un numero seriale di sette cifre.
A sinistra si trova una banda blu (introdotta già nel 1995 nonostante Malta faccia parte dell'Unione europea dal 2004) con in alto le dodici stelle simbolo dell'UE, rappresentate in cerchio e di colore giallo, e in basso la sigla automobilistica internazionale M di colore bianco.

### Formati e dimensioni

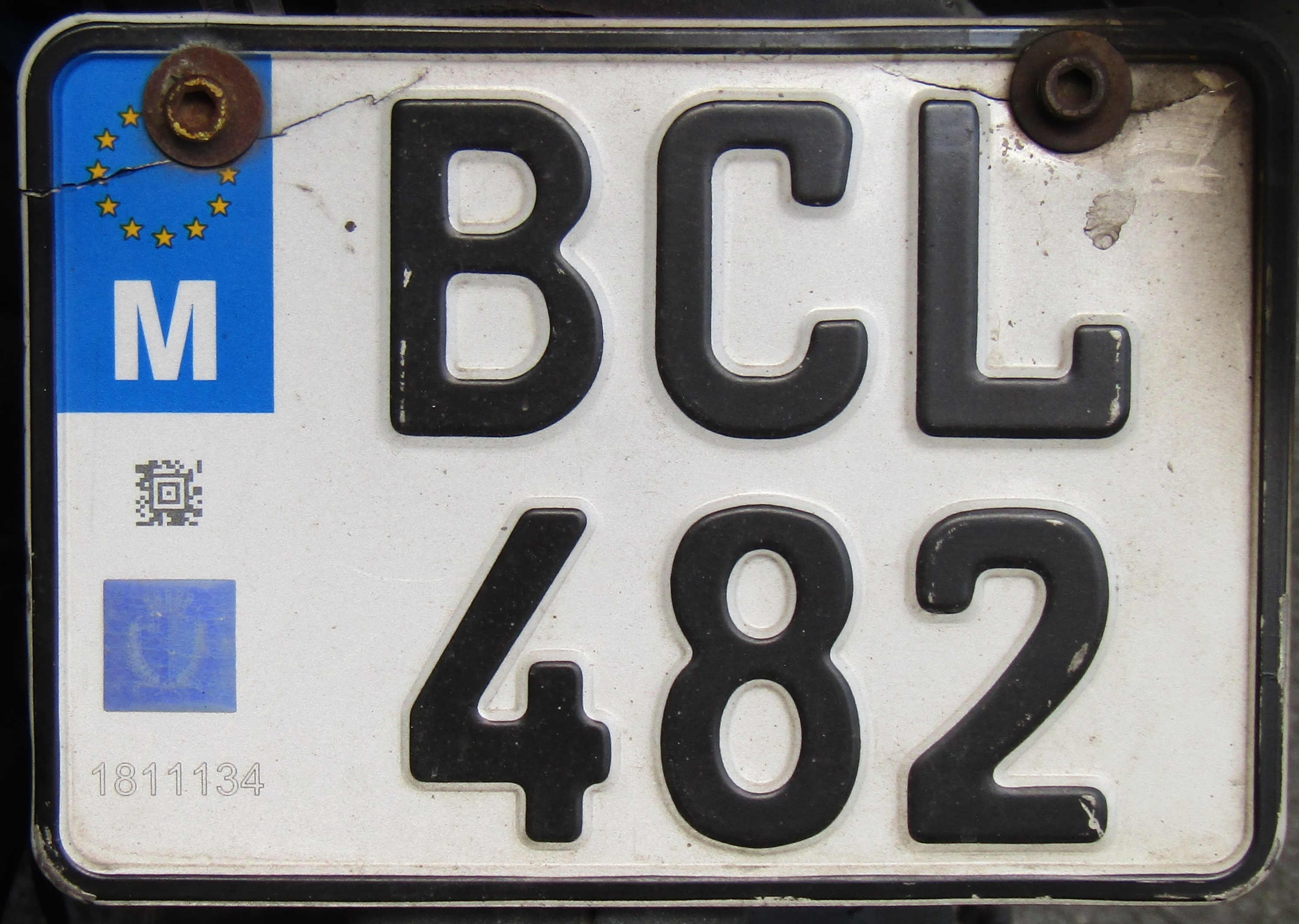
Formato per motocicli

Le dimensioni delle targhe in uso, conformi agli standard europei, sono le seguenti:
- 520 × 110 mm: formato su un'unica riga, utilizzato nella maggior parte dei veicoli a quattro ruote;
- 255 × 205 e 280 × 205 mm: formati "quadrati" su doppia riga per motocicli e fuoristrada;
- 355 × 205 mm: tipo di targa su due linee da applicare anche a fuoristrada;
- 245 × 135 mm: formato su doppia linea adatto principalmente a ciclomotori e scooter;
- 300 × 150 mm: formato di lunghezza ridotta da montare su autovetture con spazio di alloggiamento insufficiente per la targa posteriore standard.

### Targhe personalizzate

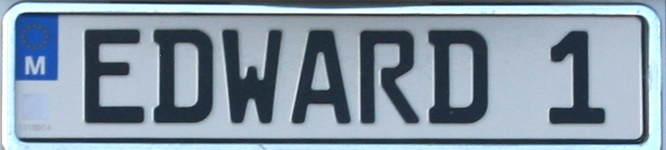
Targa personalizzata

In genere le sequenze alfanumeriche vengono assegnate casualmente. Dal 2005 si possono comunque richiedere targhe personalizzate, con un minimo di uno e un massimo di nove caratteri ed uno spazio. Con un pagamento aggiuntivo di 200 € si possono decidere le prime tre lettere, se invece si desidera personalizzare l'intera combinazione, anche con un nome e/o un numero, il costo sale a 1500 €. 
È molto diffuso il formato di tipo americano (300 × 150 mm), sia per le targhe anteriori che posteriori, caratterizzato da un font meno marcato.

## Formati e codici speciali

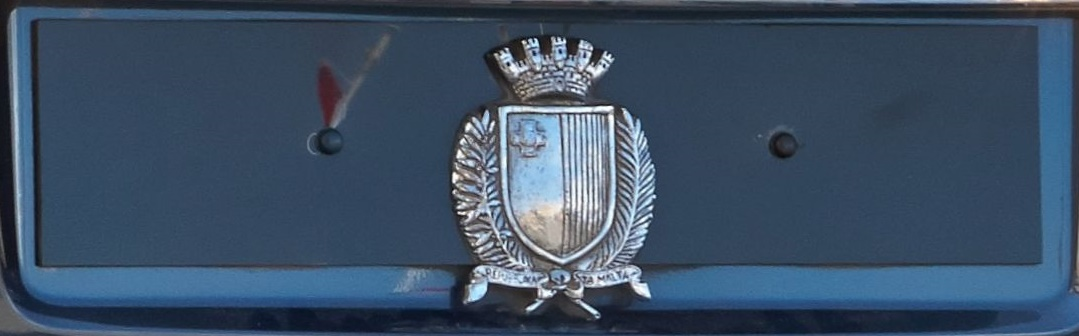
Targa di una vettura del Presidente della Repubblica

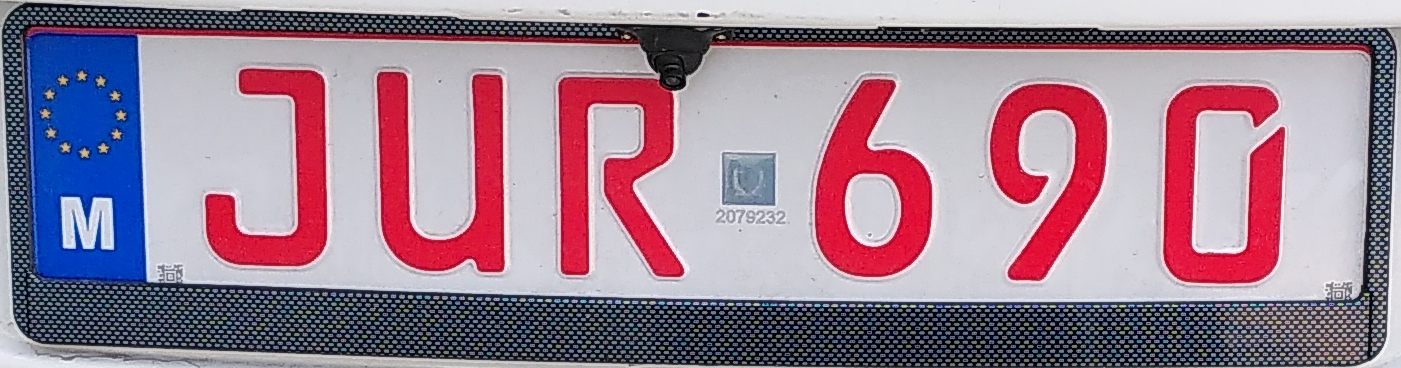
Una "weekend plate" con caratteri rossi apposta su un veicolo la cui circolazione è autorizzata nei soli fine settimana

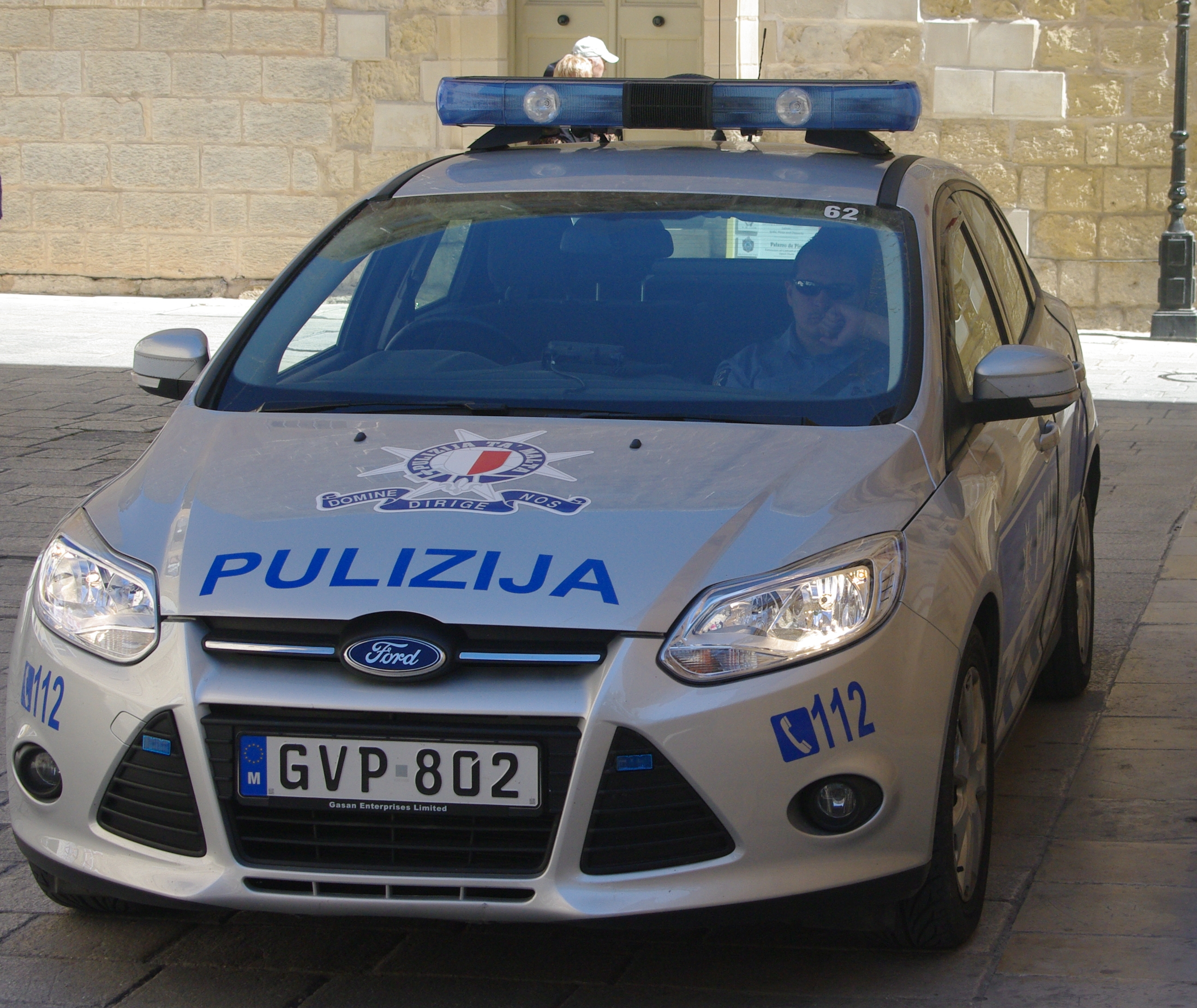
Targa di un'auto della Polizia

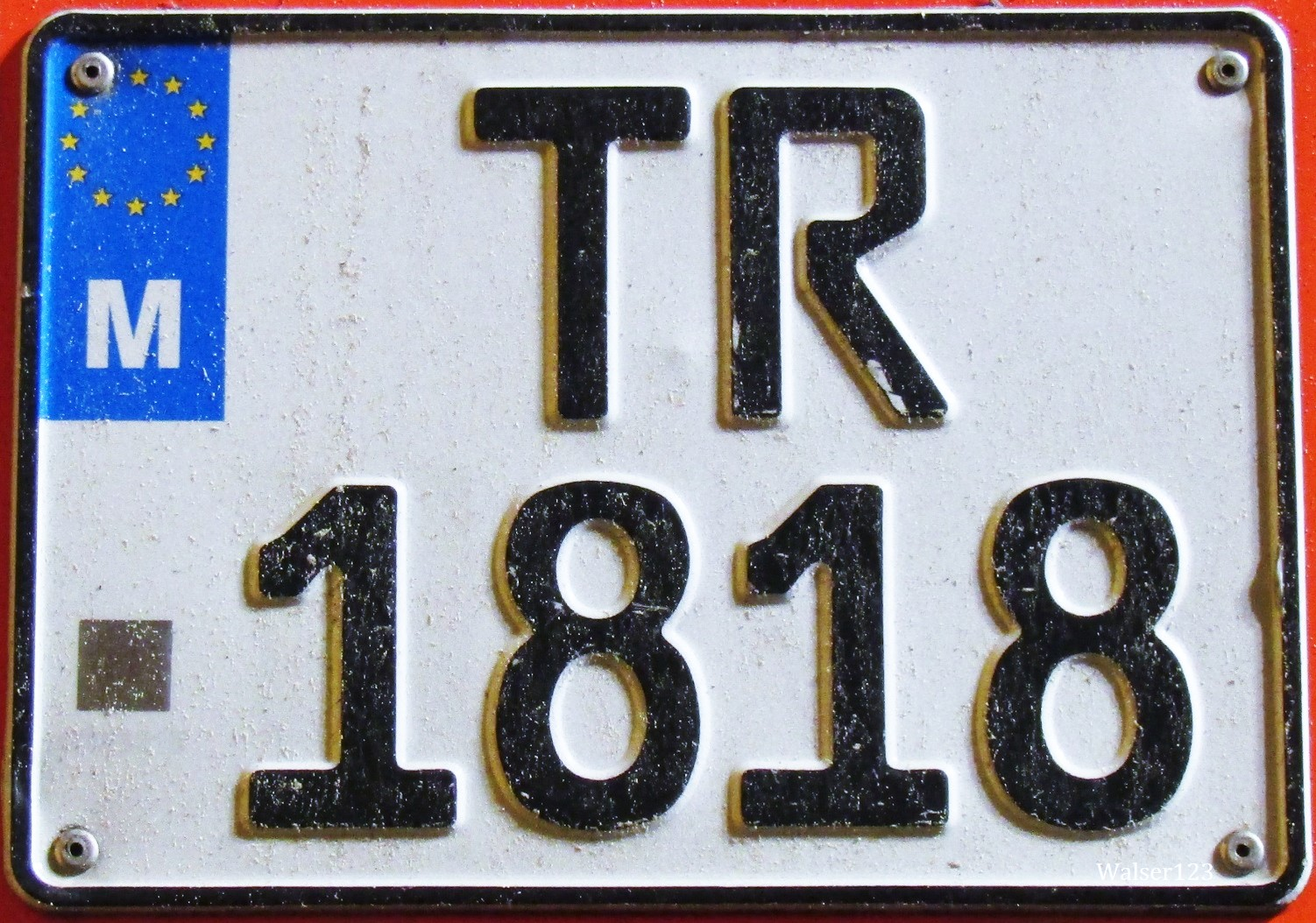
Targa di un rimorchio da trainare all'estero

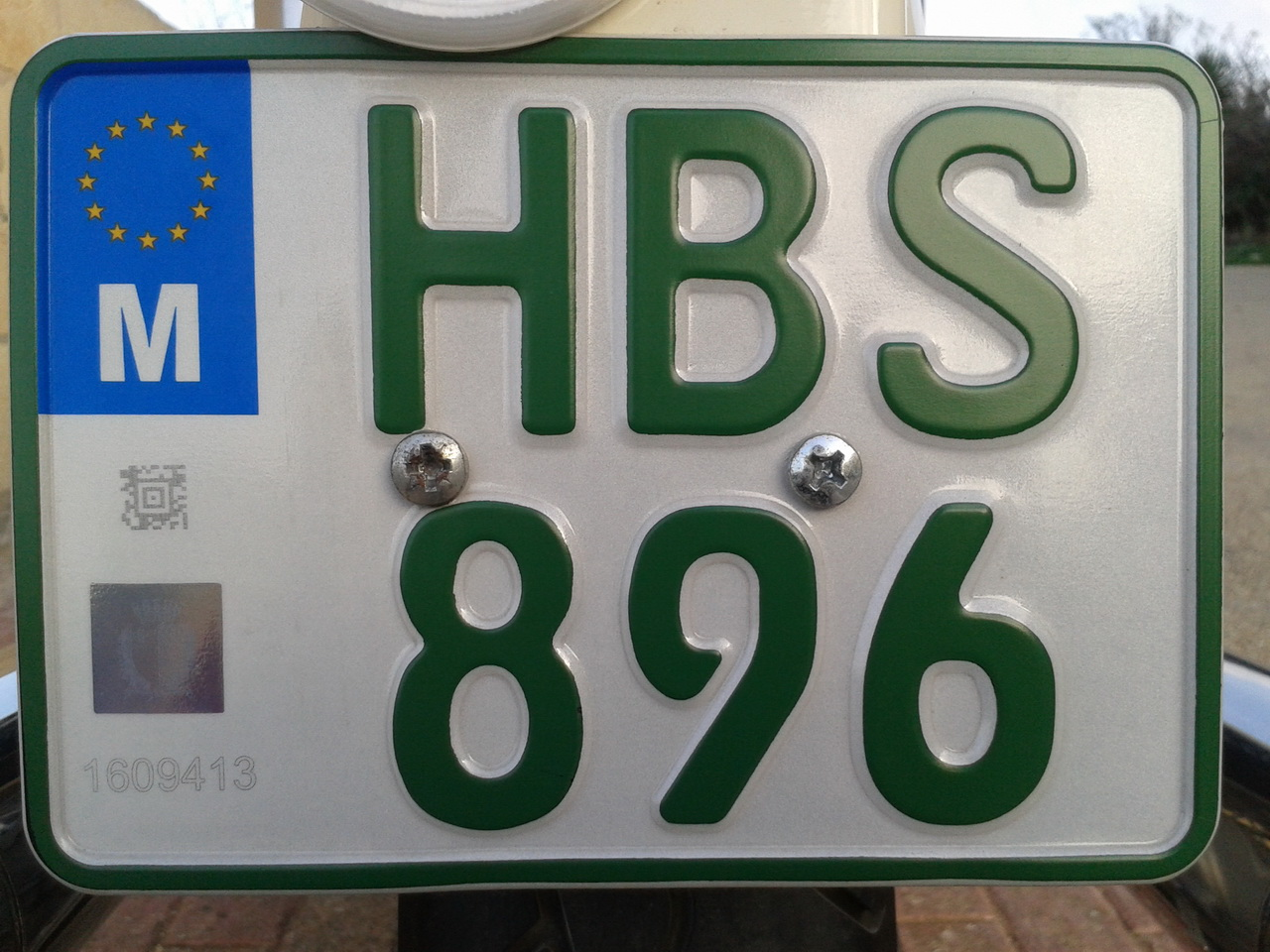
Formato su due righe pre-2017 per veicoli storici

- Le automobili del Presidente della Repubblica e dell'Arcivescovo maltese hanno targhe con fondo nero e prive di lettere e cifre: al loro posto sono posizionati al centro, di colore argento e in rilievo, rispettivamente l'emblema nazionale e uno stemma consistente in una mitra.
- Le cosiddette weekend plates, ossia targhe valide per circolare solamente nei fine settimana per i livelli di emissioni molto elevati, si contraddistinguono per i caratteri rossi su fondo bianco.
- I veicoli esentati dal pagamento del bollo hanno come prime due lettere TF, iniziali di tax free (es.: TFX 001).
- I veicoli a noleggio dotati di guida autonoma hanno combinazioni nelle quali l'ultima lettera è la K (es.: XXK 001); le ultime due lettere QZ (es.: XQZ 001) contrassegnano i veicoli in leasing oppure a noleggio senza guida autonoma.
- Le autovetture degli agenti portuali (con mansioni di controllo dei cargo) hanno come ultime due lettere HQ (es.: XHQ 001), mentre a quelle in dotazione agli agenti doganali sono assegnate le lettere DWA, che stanno per Dwana ("dogana" in maltese).
- I veicoli di proprietà del Governo hanno le prime lettere "GV":
  - negli automezzi della Polizia vengono utilizzate esclusivamente le lettere GVP (P =  Governmental Police);
  - nei veicoli dell'Esercito le lettere della sequenza alfanumerica sono GVA (A = Governmental Army);
  - le ambulanze e gli altri mezzi in dotazione al Dipartimento della Salute sono riconoscibili per le lettere GVH (H = Governmental Health);
  - ai restanti veicoli governativi sono riservate le combinazioni GVM e GVN.
- Le automobili con autista dei ministri del Governo e degli assistenti parlamentari si contraddistinguono per le lettere iniziali GM (Government Ministers) seguite da un numero di due cifre (es.: GM 01).
- La vettura riservata al Presidente della Camera dei rappresentanti (in inglese Speaker) utilizza la sigla SPK, priva di cifre e ulteriori lettere, o meno frequentemente la combinazione KD 01 (le lettere "KD" stanno per Kamra tad-Deputati in maltese)[2].
- La serie alfanumerica assegnata alla vettura del Giudice Supremo (Chief Justice of Malta) è QG 01[2].
- I veicoli dei Corpi diplomatici hanno come prime due lettere CD; la terza lettera (finora può essere solo da A a D) e la prima cifra identificano il Paese della rappresentanza o l'organizzazione internazionale.
- Le sigle DMS, PV e (D)DV[3] significano rispettivamente: Diplomatic Mission Staff, cioè "Personale in missione diplomatica", Privileged Visitor, ovvero "Visitatore eminente" e (Diplomatic) Distinguished Visitor, ossia "Diplomatico eminente in visita".
- I rimorchi da trainare all'estero hanno targhe su due linee, con in alto le lettere TR (che stanno per Trailer) e in basso un numero di tre o quattro cifre.
- I veicoli elettrici dal 2009 hanno una combinazione alfanumerica costituita dalla dicitura CABS o CITY e da un numero di tre cifre.
- Le targhe dei furgoni adibiti a uffici postali mobili si contraddistinguono per la scritta POSTA seguita da un numero progressivo a partire da "1".
- Le targhe prova per concessionari e titolari di autofficine o garage sono su una o due linee: rispettivamente a sinistra o in alto si trova la parola TRIAL (cioè "prova"), a destra o in basso le lettere RN o (più raramente e solo nel formato su un'unica linea) RUN seguite da un numero generalmente di due o tre cifre.
- Dal 2017 le targhe con caratteri di colore argento su fondo nero contrassegnano i veicoli d'epoca. Presumibilmente dal 2014 all'anno sopra specificato avevano bordo e caratteri verde scuro; l'emissione di tale formato durò pochi anni a causa delle lamentele per il loro colore[4].

### Altre combinazioni di lettere speciali

Targa d'immatricolazione di un taxi in servizio nell'isola di Malta (formato introdotto nel 2014)

| Sigla (a = lettera seriale, n = cifra) | Significato                                                                             |
| -------------------------------------- | --------------------------------------------------------------------------------------- |
| aCY                                    | Pullman (Coaches) e autobus                                                             |
| aGV                                    | Veicoli adibiti al trasporto merci con non più di due posti                             |
| aGY                                    | Taxi prenotati anticipatamente                                                          |
| aLY                                    | Veicoli leggeri adibiti al trasporto di passeggeri (Light passenger transport vehicles) |
| aMY                                    | Minibus e midibus (fino al 2009)                                                        |
| aOY                                    | Autobus a due piani scoperti (Open-top buses, fino al 2009)                             |
| aPY                                    | Minibus, midibus, pullman e autobus a due piani scoperti (dal 2009)                     |
| aSY                                    | Minibus a noleggio con accesso per disabili                                             |
| aTY                                    | Taxi nell'isola di Malta (fino agli ultimi mesi del 2013)                               |
| aVY                                    | Furgoni privati (Van) a noleggio                                                        |
| aWY                                    | Taxi nell'isola di Gozo (fino al 2014)                                                  |
| aXY                                    | Pullman "restaurati" e storici                                                          |
| BUS                                    | Autobus (dal 2011)                                                                      |
| DBU                                    | Autobus (della nuova rete, da metà 2011)                                                |
| DBY, EBY, FBY                          | Autobus (fino al 2011)                                                                  |
| HRS                                    | Carri funebri (Hearses)                                                                 |
| SV                                     | Veicoli civili blindati (Security Vehicles)                                             |
| TAXI nnnG                              | Taxi nell'isola di Gozo (dal 2014)                                                      |
| TAXI nnnM                              | Taxi nell'isola di Malta (dagli ultimi mesi del 2013)                                   |
| TRY                                    | Trenini turistici circolanti su strada                                                  |

## Rinnovo del bollo in base alla prima lettera della targa
Nei veicoli privati, le cui combinazioni dei numeri e delle lettere vengono assegnate casualmente, la prima lettera della targa è importante in quanto indica il mese in cui il proprietario dovrà rinnovare il bollo annuale.
| Mese      | Lettere | Mese     | Lettere |
| --------- | ------- | -------- | ------- |
| gennaio   | A, M, Y | febbraio | B, N, Z |
| marzo     | C, O    | aprile   | D, P    |
| maggio    | E, Q    | giugno   | F, R    |
| luglio    | G, S    | agosto   | H, T    |
| settembre | I, U    | ottobre  | J, V    |
| novembre  | K, W    | dicembre | L, X    |

## Storia

### 1952-1979

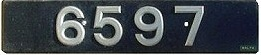
Targa di un autoveicolo privato con formato emesso dal 1952 al 31 luglio 1979

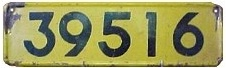
Formato 1952–31 luglio 1979 per veicoli a noleggio (esclusi i minibus)

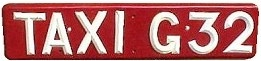
Targa di un taxi di Gozo (formato 1952–31 luglio 1979)

Dal 1952 al 31 luglio 1979 tutti i veicoli utilizzavano un formato consistente in un numero di cifre variabile da una a cinque.
Fino al 1959 nella capitale La Valletta potevano circolare solo veicoli con targhe d'immatricolazione che recavano impresso un cerchio rosso dopo le cifre.
L'adesivo ovale internazionale rimase GBY anche qualche anno dopo l'indipendenza dal Regno Unito, la sigla M venne infatti introdotta nel 1967.
Le targhe emesse in quegli anni erano così distinte:
- Autoveicoli privati, motocicli e ciclomotori: le targhe erano composte da sole cifre bianche o grigio argento su fondo nero.
- Veicoli a noleggio (eccettuati i minibus): le targhe erano gialle con cifre nere.
- Taxi, autobus, pullman: le targhe iniziavano tutte con la scritta TAXI seguita da un trattino (non sempre presente) e due o tre cifre (soltanto a Gozo la lettera fissa "G" precedeva due cifre); i caratteri erano bianchi su fondo rosso.
- Veicoli diplomatici ed esentasse: la serie iniziava con le lettere CD ed era seguita da un numero progressivo che incominciava da 1; i caratteri erano bianchi in campo nero.
- Minibus a noleggio: erano contraddistinti dalla scritta KIRI ("noleggio" in maltese), di colore rosso vermiglio in campo bianco, seguita da un numero progressivo di una o due cifre.
- Caratteri bianchi su fondo rosso vermiglio: targhe-prova per concessionari e proprietari di autofficine.
- Ai veicoli della Polizia era assegnata la sigla MP (Malta Police).
- Ai carri funebri era assegnata la sigla H (Hearse).
- I veicoli speciali per invalidi erano riconoscibili per le lettere INVA (Invalid Car).
- Fino al 31 dicembre 1974 le vetture governative avevano targhe con la sola sigla GM, senza cifre, sostituita nel 1975 dal codice GMM (Government Minister).
- Fino al 31 dicembre 1974 gli automezzi delle Forze Armate USA di stanza a Malta avevano targhe con la sigla AFM (Armed Forces Malta), sostituita nel 1975 dal codice MLF (Malta Land Forces).

### 1979-1995

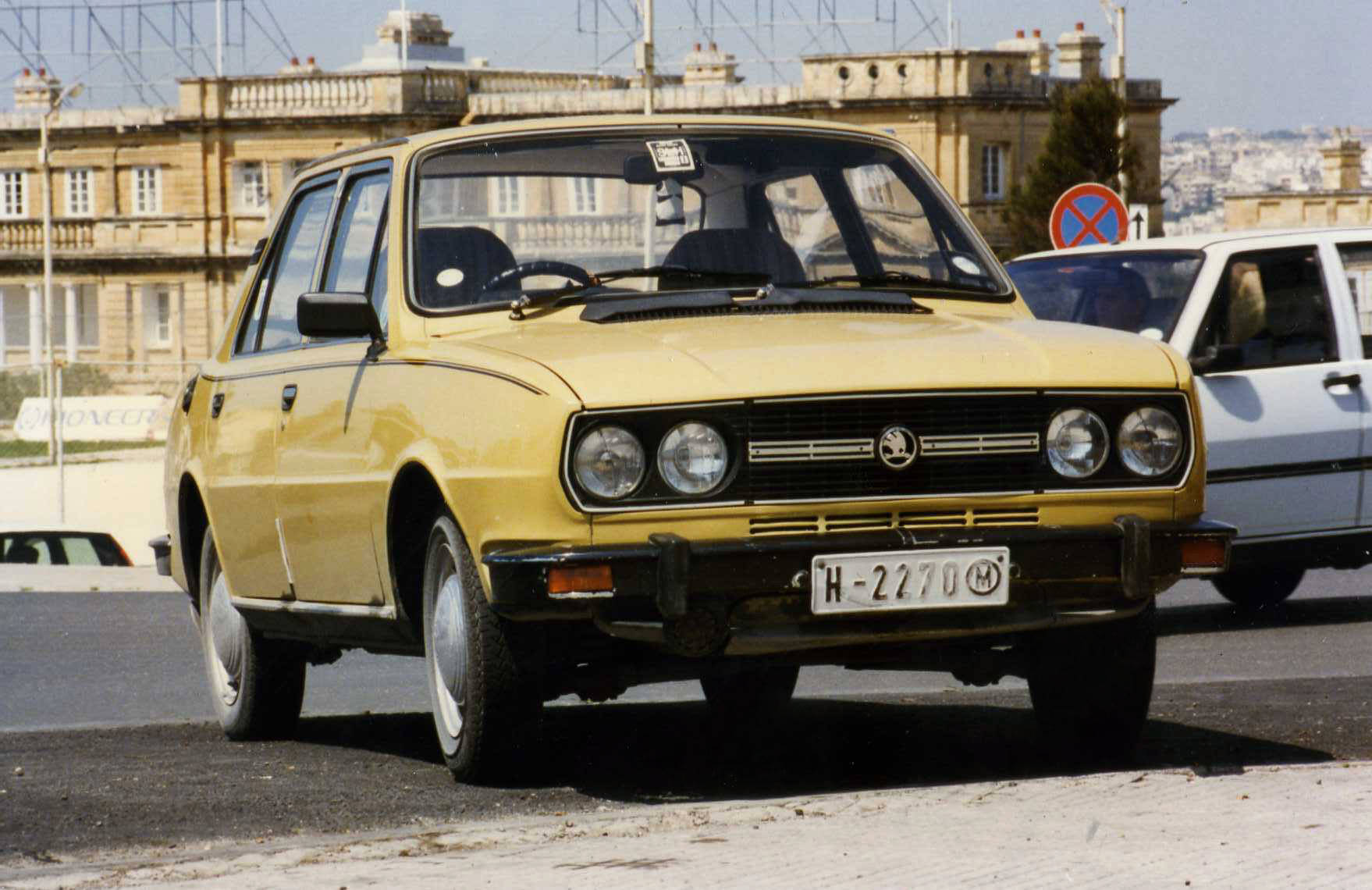
Targa anteriore di una Škoda 130 con formato 1979–1995

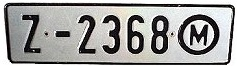
Targa diplomatica con formato in uso dal 1º agosto 1979 al 4 novembre 1995

Dal 1º agosto 1979 al 4 novembre 1995 le targhe di tutti i veicoli utilizzavano il formato A-0000: una lettera e quattro cifre con un trattino tra la lettera e la prima cifra. A destra era posizionata all'interno di un cerchio la lettera "M" (che stava per "Malta"). Le dimensioni delle targhe standard erano di 410 × 120 mm. 
Il colore dei caratteri e dello sfondo variava a seconda dell'uso o categoria del veicolo:
- Le targhe delle auto a noleggio avevano uno sfondo giallo e utilizzavano esclusivamente la lettera X.
- Alle targhe provvisorie era assegnata la serie alfanumerica con la lettera W; i caratteri erano di colore verde scuro fino alla numerazione 1822, rossi da 1829 a 2479, neri da 2480.
- I taxi, gli autobus, i pullman e i minibus avevano le scritte nere in campo rosso; la lettera che li distingueva era la Y.
- Le targhe delle auto diplomatiche erano bianche e con la lettera Z, tranne i veicoli riservati a diplomatici eminenti in visita nel Paese, ai quali era assegnata la sigla tuttora in uso PV (Privileged Visitor)[6].
- Anche le targhe d'immatricolazione dei motocicli e degli scooter erano bianche[7]; le sequenze iniziavano con le lettere F (fino al 1987), P e Q (dal 1987).
- I veicoli militari, delle autorità governative e della Polizia avevano targhe con sfondo bianco la cui sequenza iniziava con la lettera M.
- La serie riservata ai rimorchi era composta dal codice TR. (trailer) seguito da un numero di tre cifre; anche nelle targhe di questi veicoli i caratteri erano neri in campo bianco.
- L'autovettura riservata al Presidente della Camera dei rappresentanti aveva, come nelle targhe attuali, le sole lettere SPK (Speaker) ed era priva di cifre e di ulteriori lettere.